# CM Punk
Phillip Jack Brooks (Chicago, 26 oktober 1978), beter bekend als CM Punk, is een Amerikaans professioneel worstelaar, sportcommentator, acteur en voormalig MMA-vechter die sinds 26 november 2023 weer actief is voor de Amerikaanse worstelpromotie WWE (World Wrestling Entertainment). Als commentator staat hij onder contact bij de MMA-organisatie Cage Fury Fighting Championship (CFFC). Punk is best bekend van zijn tijd bij de World Wrestling Entertainment van 2005 tot 2014.
CM Punk, ook wel "Punk" genoemd, is een 5-voudig WWE World Heavyweight Champion, won een keer het WWE World Tag Team Championship als partner van Kofi Kingston, maar individueel ook het ECW World Heavyweight Championship en WWE Intercontinental Championship. CM Punk is de 19e Triple Crown Champion en tot op heden de snelste worstelaar die hier in slaagde, met name na 203 dagen. CM Punk was de langst regerende WWE Champion van het moderne tijdperk - ook wel Universe Era - dat aan de gang is sinds 2009. CM Punk was 434 dagen kampioen - vanaf 20 november 2011 - tot hij de titel verloor aan Dwayne "The Rock" Johnson bij het evenement Royal Rumble op 27 januari 2013. In zijn periode als kampioen worstelde hij voortdurend tegen John Cena, waarvan enkele wedstrijden uitgroeiden tot klassiekers. CM Punk is samen met The Miz de enige meervoudige winnaar van een Money in the Bank ladder match met 2 overwinningen op rij, in 2008 en 2009.
Het alter ego "CM Punk", een geharde straight edge-volgeling, werd immens populair. Phillip Brooks, vertolker van "CM Punk", is ook in het dagelijks leven een volgeling van deze cultuur. Eind januari 2014 verliet Brooks de federatie met slaande deuren. Men beloofde hem dat hij - gezien zijn almaar stijgende populariteit - de hoofdrol zou vertolken bij het evenement WrestleMania 29 in april 2013, wat niet gebeurde. In januari 2014 besloot hij een punt te zetten achter zijn loopbaan als professioneel worstelaar. CM Punks allerlaatste wedstrijd was de Royal Rumble-editie van 2014. CM Punk mikt nu op een succesvolle MMA-carrière, maar verloor op 10 september 2016 zijn eerste wedstrijd in de wereldberoemde Ultimate Fighting Championship (UFC). 
Op 21 augustus 2021 keerde Punk na jarenlange afwezigheid terug in professioneel worstelen. Ditmaal voor AEW waar hij gelijk Darby Allin en Sting uitdaagde.
Phillip Brooks, CM Punk, is sinds 2014 gehuwd met AJ Lee.

## Professioneel worstelcarrière (1999-2014, 2021-heden)

### Vroege carrière (1999-2000)

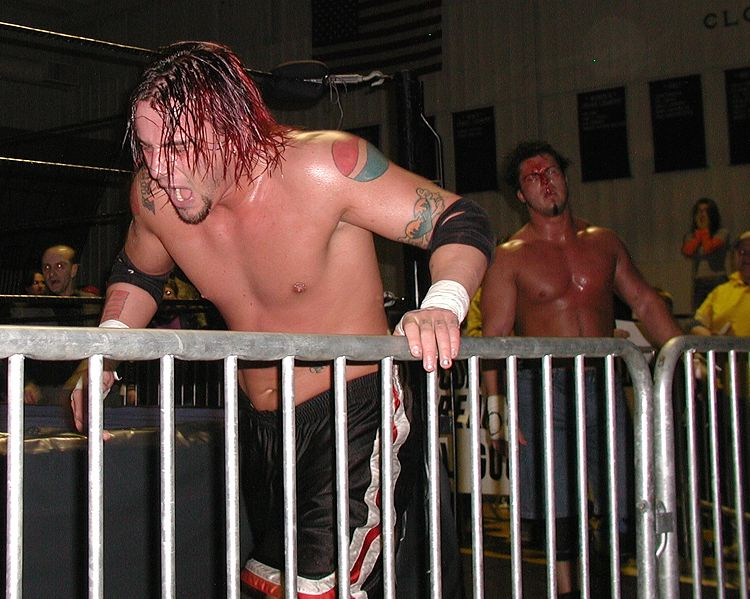
CM Punk in november 2002

Brooks begon zijn carrière in 1999, toen hij uitkwam voor de bescheiden show "Backyard Wrestling" in een federatie die "Lunatic Wrestling Federation" heette. Brooks worstelde reeds enkele jaren op amateurniveau met zijn vrienden en broer Mike Brooks. Brooks gebruikte daar voor het eerst de ringnaam "CM Punk" en debuteerde in 1999 als lid van het tag team "Chick Magnets" met vaste partner "CM Venom". Daarvan was Brooks' ringnaam uiteindelijk afgeleid, "Chick Magnet" Punk. Brooks worstelde nooit onder een andere ringnaam dan "CM Punk". Brooks vertrok naar de "Steel Domain" worstelschool in Chicago, waar hij werd getraind door Ace Steel, Danny Dominion en Kevin Quinn. 
CM Punk worstelde voor 'Steel Domain Wrestling' in Saint Paul (Minnesota), waar hij Scott Colton ontmoette, die snel de ringnaam "Colt Cabana" gebruikte. CM Punk en Cabana werden beste vrienden en spendeerden hun beginjaren als lid van dezelfde onafhankelijke worstelorganisaties, als opponenten of bondgenoten. In deze onafhankelijke worstelorganisaties vormde CM Punk een worstelgroep met Colt Cabana, Chuckie Smoothe, Adam Pearce en 'manager' (lees: "aanmoediging") Dave Prazak die de "Gold Bond Mafia" heette.

### Independent Wrestling Association Mid-South (2000–2005)
CM Punk verhuisde naar de worstelorganisatie 'Independent Wrestling Association Mid-South' (IWA Mid-South). In zijn periode als lid van de 'IWA Mid-South' had CM Punk enkele hoog genoteerde verhaallijnen naast Colt Cabana en Chris Hero - later bekend als "Kassius Ohno". CM Punk veroverde het 'IWA Mid-South Light Heavyweight Championship' (2 keer) en het IWA Mid-South Heavyweight Championship (5 keer), door worstelaars te verslaan zoals A.J. Styles, Cabana en Eddie Guerrero. Die laatste tekende in 2000 een contract bij de World Wrestling Federation (nu WWE) en stichtte de groep "The Radicalz" met Chris Benoit, Dean Malenko en Perry Saturn. 
CM Punks wedstrijden met Cabana zorgden ervoor dat hij werd opgemerkt door het bekendere Ring of Honor (ROH). Van februari 2003 tot mei 2004 weigerde CM Punk te worstelen voor 'IWA Mid-South' omdat hij het hof werd gemaakt door ROH. Desondanks keerde CM Punk terug naar 'IWA Mid-South', totdat hij in 2005 een proefcontract tekende bij de World Wrestling Entertainment (WWE). CM Punks laatste optreden voor 'IWA Mid-South' dateert van 2 juli 2005, een 60 minuten durende Iron Man match tegen "Delirious" die eindigde met een gelijkspel (jargon: no contest).

### Ring of Honor en Total Nonstop Action Wrestling (2002-2005)

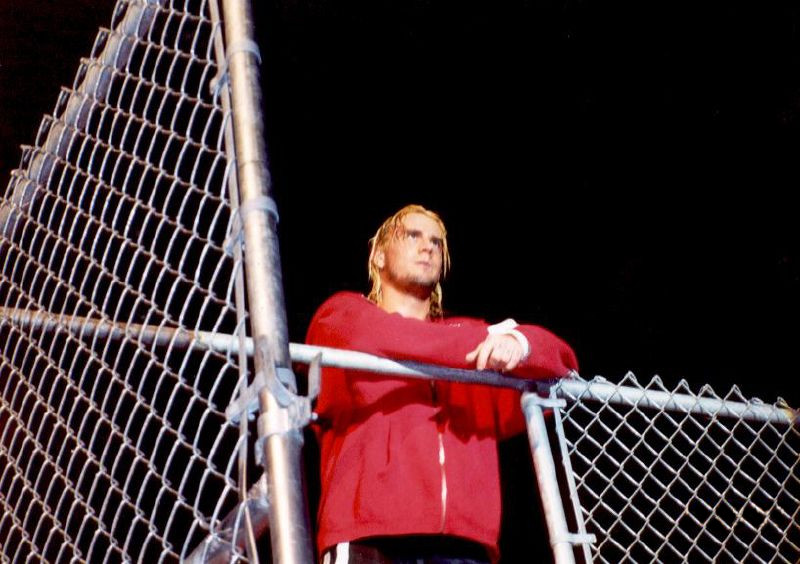
CM Punk in Ring of Honor

CM Punk sloot zich in 2002 aan bij de worstelorganisatie Ring of Honor als een face ("heldenrol"), maar veranderde snel in een heel ("schurk") als onderdeel van een verhaallijn naast Raven. CM Punk versloeg Raven in een Steel Cage match bij het evenement The Conclusion. CM Punk was als freelancer actief in de worstelorganisatie Total Nonstop Action Wrestling (TNA), waar hij samen met "Julio Dinero" en Raven een alliantie vormde genaamd "The Gathering". 
CM Punk werd verslagen door A.J. Styles in een toernooifinale voor het 'ROH Pure Championship' bij het evenement Second Anniversary. Al snel vormde hij een duo met Colt Cabana als "Second City Saints" en won twee keer het 'ROH Tag Team Championship'. CM Punk en Dinero beëindigden hun samenwerking met TNA en keerden terug naar ROH. CM Punk nam het vervolgens op tegen titelverdediger Samoa Joe voor het 'ROH World Championship' in een reeks "Best Two Out Of Three Falls"-wedstrijden (NB: eerste worstelaar die 2-0 scoort, wint). Na twee gelijke spelen in een Iron Man match kon hij Samoa Joe verslaan met 1-0. 
In juni 2005 tekende CM Punk een proefcontract bij de World Wrestling Entertainment, na een confrontatie met Val Venis in het programma Sunday Night Heat. Op 18 juni 2005 versloeg hij Austin Aries voor het ROH World Championship bij het evenement Death Before Dishonor III. Daarna startte CM Punk een verhaallijn waarin hij ermee dreigde het ROH World Championship mee te nemen naar WWE. 
Wekenlang pestte hij (kayfabe) ROH-worstelaars en -fans en tijdens deze verhaallijn verscheen ook Mick Foley sporadisch in de ROH. CM Punk moest de titel afstaan aan James Gibson. Punks geplande laatste wedstrijd in de Ring of Honor vond plaats bij de special Punk: The Final Chapter op 13 augustus 2005. CM Punk nam het op tegen zijn vriend Colt Cabana in een "Best Two Out Of Three Falls"-wedstrijd, maar verloor.

### World Wrestling Entertainment / WWE (2005-2014)

#### Ohio Valley Wrestling (2005–2006)
In september 2005 werd hij doorverwezen naar 'Ohio Valley Wrestling' (OVW), een opleidingscentrum van de World Wrestling Entertainment. CM Punk maakte op 8 september 2005 zijn debuut in een kamp die het scherm niet haalde (jargon: dark match). CM Punk, Nigel McGuinness en "Paul Burchill" werden verslagen door Deuce Shade, Elijah Burke en "Seth Skyfire". In zijn televisiedebuut voor 'Ohio Valley Wrestling' op 26 september 2005 liep hij een gescheurd trommelvlies en een gebroken neus op na een verkeerd manoeuvre van "Danny Inferno". CM Punk herstelde vrij snel van deze blessure.
CM Punk veroverde op 9 november 2005 zijn eerste kampioenschap, met name het 'OVW Television Championship'. CM Punk versloeg met name Kenny Dykstra - destijds bekend als "Ken Doane" -, waarna hij een verhaallijn speelde naast "Brent Albright", die in het verleden ook worstelde tegen Dykstra voor het OVW Television Championship. Albright werd echter vervangen door Aaron "The Idol" Stevens in een titelwedstrijd met CM Punk en Dykstra, waarin kampioen CM Punk verloor. CM Punk heroverde het kampioenschap van Albright. In april 2006 gaf hij een anoniem optreden bij het evenement WrestleMania 22 als een van de gangsters die een oldtimer bestuurde als onderdeel van John Cena's entree voor aanvang van diens confrontatie met Triple H voor het WWE Championship. Cena won deze wedstrijd en prolongeerde zijn titel.
Matt Cappotelli werd in februari 2006 gedwongen het OVW Heavyweight Championship beschikbaar te stellen omdat bij hem een hersentumor werd geconstateerd. Cappotelli stierf op 38-jarige leeftijd. Punk bereikte de toernooifinale, maar verloor alsnog van Albright. Op 3 mei 2006 versloeg hij Albright voor het OVW Heavyweight Championship, waarna hij de titel meermaals verdedigde tegen verscheidene tegenstrevers zoals Shad Gaspard, Mr. Kennedy, Johnny Jeter en Mike "The Miz" Mizanin.
CM Punk en "Seth Skyfire" versloegen Shad Gaspard en Neighborhoodie voor het 'OVW Southern Tag Team Championship' bij een live-evenement (jargon: house show), maar verloren de titelriemen aan Deuce Shade & "Domino" Cliff Compton op 2 september 2006. Later werd Punk gepromoveerd naar de belangrijkste shows van de federatie, Monday Night Raw en Friday Night SmackDown!, maar hij keerde af en toe terug naar OVW. CM Punks overeenkomst met OVW werd beëindigd op 7 februari 2007. 

#### ECW (2006-2008)
Hij maakte zijn grote televisiedebuut in de tertiaire worstelshow ECW op 24 juni 2006 toen hij een wedstrijd van Stevie Richards verstoorde. CM Punk worstelde toen nog voor het opleidingsprogramma 'Ohio Valley Wrestling' (OVW). Tijdens een aflevering van ECW op 4 juli 2006 maakte CM Punk opnieuw zijn opwachting. Aanvankelijk vertelde hij steeds over zijn straight edge-levensstijl en benadrukte de disciplinaire aspecten van een drugs- en alcoholvrije levensstijl. Bovendien volgde hij thaisbokstraining. 
CM Punk maakte zijn televisiedebuut als worstelaar pas bij een live-evenement in de "Hammerstein Ballroom" op 1 augustus 2006, waar hij Justin Credible versloeg. In de show ECW bleef hij een half jaar ongeslagen en klopte worstelaars als Christopher W. Anderson, Stevie Richards en Shannon Moore. CM Punk werd verslagen door Hardcore Holly, waardoor een einde kwam aan zijn ongeslagen reeks. 
Hij kreeg het aan de stok met Mike Knox nadat werd bekendgemaakt dat Knox' (kayfabe) vriendin, Kelly Kelly, gevoelens had voor hem. CM Punk versloeg Knox in hun eerste confrontatie - een kwalificatie voor een Elimination Chamber match bij het evenement December to Dismember. Bobby Lashley won echter in de "Chamber" en nam het ECW World Heavyweight Championship over van Big Show. CM Punk werd als eerste geëlimineerd door Rob Van Dam. Later hielp Kelly Kelly hem meermaals tegen Knox. 
CM Punk sloot zich vervolgens aan bij het tag team D-Generation X (Triple H & Shawn Michaels) en The Hardy Boyz (Jeff & Matt Hardy), als deelnemer in een traditionele "Survivor Series"-eliminatiewedstrijd tegen Rated-RKO (Edge & Randy Orton), Mike Knox, John Morrison en Gregory Helms bij het evenement Survivor Series in november 2006. CM Punk, "D-Generation X" en "The Hardy Boyz" werden niet geëlimineerd. 
In april 2007 maakte CM Punk zijn debuut bij de welbekende evenementenreeks WrestleMania, meer bepaald WrestleMania 23, waar hij een Money in the Bank ladder match verloor. Mr. Kennedy was de winnaar. Uiteindelijk versloeg hij John Morrison voor het ECW World Heavyweight Championship op 1 september 2007. CM Punk verdedigde het kampioenschap driemaal met succes, voordat hij van Chavo Guerrero verloor. 

#### Grote doorbraak (2008-2010)

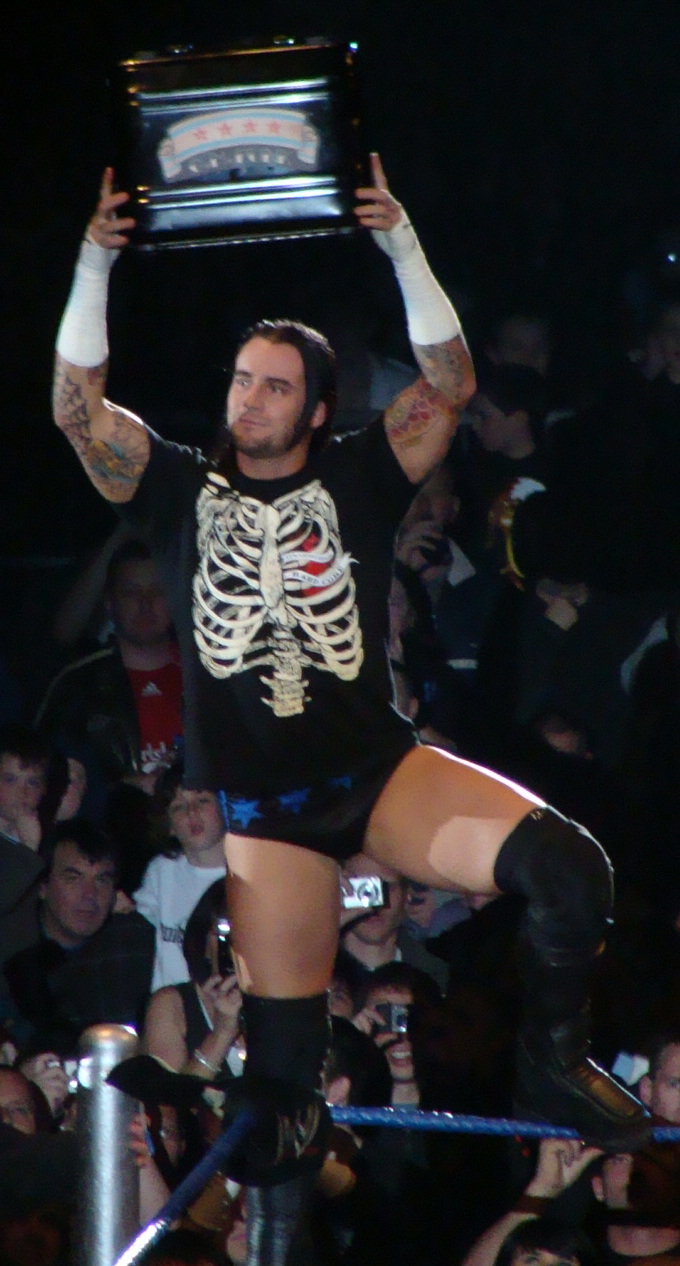
CM Punk als "Mr. Money in the Bank" in 2008

CM Punk genoot een vroege doorbraak toen hij op 30 maart 2008 een Money in the Bank ladder match won bij het evenement WrestleMania XXIV en daarna vanaf de zomer van 2008 begon op te treden in de worstelshow Monday Night Raw, waarna hij voor het eerst in zijn carrière beslag legde op het World Heavyweight Championship na een succesvolle indiening van de "Money in the Bank"-koffer tegen kampioen Edge in een aflevering van Monday Night Raw op 30 juni 2008. CM Punk versloeg John "Bradshaw" Layfield bij het evenement SummerSlam in augustus 2008. 
CM Punk verdedigde met succes het kampioenschap tot 7 september 2008, toen hij werd aangevallen door The Legacy (Cody Rhodes & Ted DiBiase Jr.). CM Punks titel werd verbeurd wegens een blessure, Chris Jericho volgde hem op. Een maand later veroverde hij het WWE World Tag Team Championship als partner van Kofi Kingston met een overwinning tegen "The Legacy" in een aflevering van Monday Night Raw op 27 oktober 2008. CM Punk en Kingston moesten hun titels afstaan aan John Morrison en The Miz bij een live-evenement op 13 december 2008. 
In april 2009 won hij voor de tweede keer op rij een Money in the Bank ladder match bij het evenement WrestleMania XXV en was hij de eerste worstelaar (en vooralsnog enige) die de wedstrijd tweemaal won. CM Punk gebruikte zijn "Money in the Bank"-koffer tegen kampioen Jeff Hardy bij het inaugurele evenement Extreme Rules en veroverde voor de tweede keer in zijn carrière het World Heavyweight Championship. CM Punk kon de titel behouden tegen Hardy via diskwalificatie bij het evenement The Bash, maar verloor van Hardy bij het evenement Night of Champions in juli 2009. Tussendoor veroverde CM Punk het WWE Intercontinental Championship van William Regal in een aflevering van Monday Night Raw op 19 januari 2009, maar hij speelde zijn titel kwijt aan John "Bradshaw" Layfield op 9 maart 2009. 
Een maand na zijn nederlaag tegen Hardy versloeg hij die laatste voor het World Heavyweight Championship bij het evenement SummerSlam in augustus 2009. Hierdoor kwam hij in aanvaring met The Undertaker, die het kampioenschap ambieerde. CM Punk versloeg The Undertaker in een Submission match bij het eenmalig evenement Breaking Point in september 2009, maar werd een maand later door The Undertaker gevloerd in een Hell in a Cell match bij het inaugurele gelijknamig evenement.
Na deze wedstrijden slabakte zijn opmars volledig. CM Punk was oprichter van de worstelgroep Straight Edge Society met Luke Gallows en Serena Deeb, maar dat was geen onverdeeld succes hoewel de groep niet helemaal impopulair was. Vanaf april 2010 was hij te zien in een verhaallijn naast Rey Mysterio, maar verloor een "Hair vs. Mask"-wedstrijd van Mysterio bij het evenement Over the Limit in mei 2010. Hierdoor schoor Mysterio zijn hoofd kaal en verloor CM Punk als dusdanig zijn kenmerkende, lange zwarte lokken. Eerder versloeg hij Mysterio bij het evenement Extreme Rules in april 2010. 

#### WWE Championship (2011-2013)

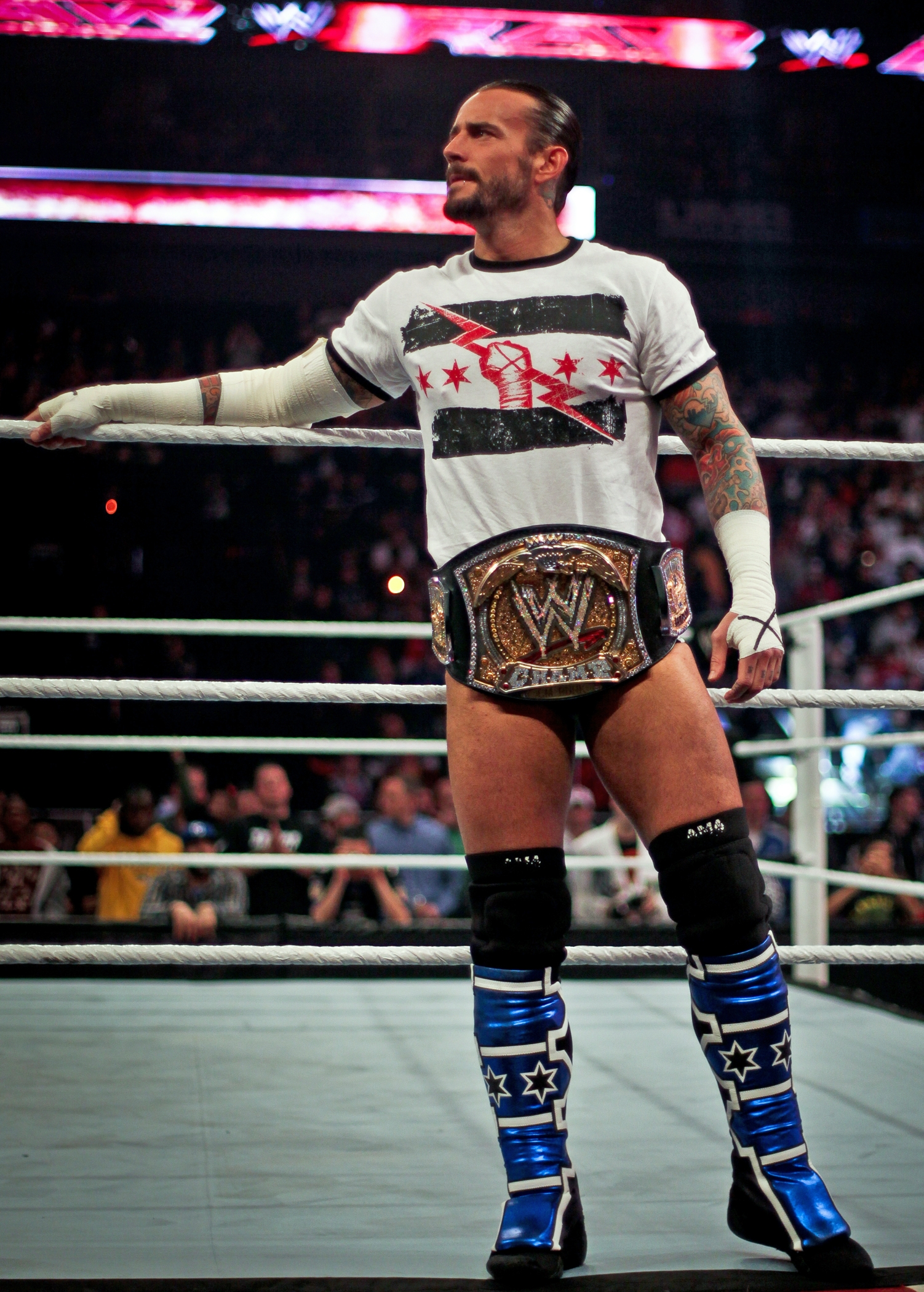
CM Punk als WWE Champion in 2012

Het jaar 2011 was een boerenjaar voor CM Punk als professioneel worstelaar, niet het minst door een legendarische verhaallijn naast John Cena. CM Punk werd in april verslagen door Randy Orton bij het evenement WrestleMania XXVII, maar in juni 2011 werd hij "in ere hersteld" door de World Wrestling Entertainment en kreeg weer een duwtje in de rug naar de top (jargon: push). CM Punk werd evenwel verslagen door Triple H bij het evenement Night of Champions. In deze verhaallijn sprak hij Triple H aan met "Paul", naar de echte naam van die laatste - Paul Levesque. CM Punk versloeg John Cena in een klassieker voor het WWE Championship bij het evenement Money in the Bank. Deze wedstrijd kreeg een beoordeling van 5 sterren van zowel het magazine Pro Wrestling Illustrated als Wrestling Observer Newsletter en duurde meer dan 33 minuten.
John Cena kroonde zich tot "nieuwe" (lees: "onofficiële") WWE Champion met een overwinning tegen Rey Mysterio in een aflevering van Monday Night Raw op 25 juli 2011. Eerder die maand was CM Punk (kayfabe) letterlijk vertrokken met het kampioenschap ("kaping"), waardoor er feitelijk geen kampioenschap meer was. Toen het "vervangend kampioenschap" in handen was van Cena keerde CM Punk terug naar de show en daagde Cena uit bij het evenement SummerSlam in augustus 2011, waar hij in staat was Cena te verslaan. Cena's "onofficiële" titel werd nietig verklaard. CM Punk verloor de "echte" titel enkele minuten later aan Alberto Del Rio, die zijn Money in the Bank-koffer verzilverde nadat CM Punk werd aangevallen door Kevin Nash.

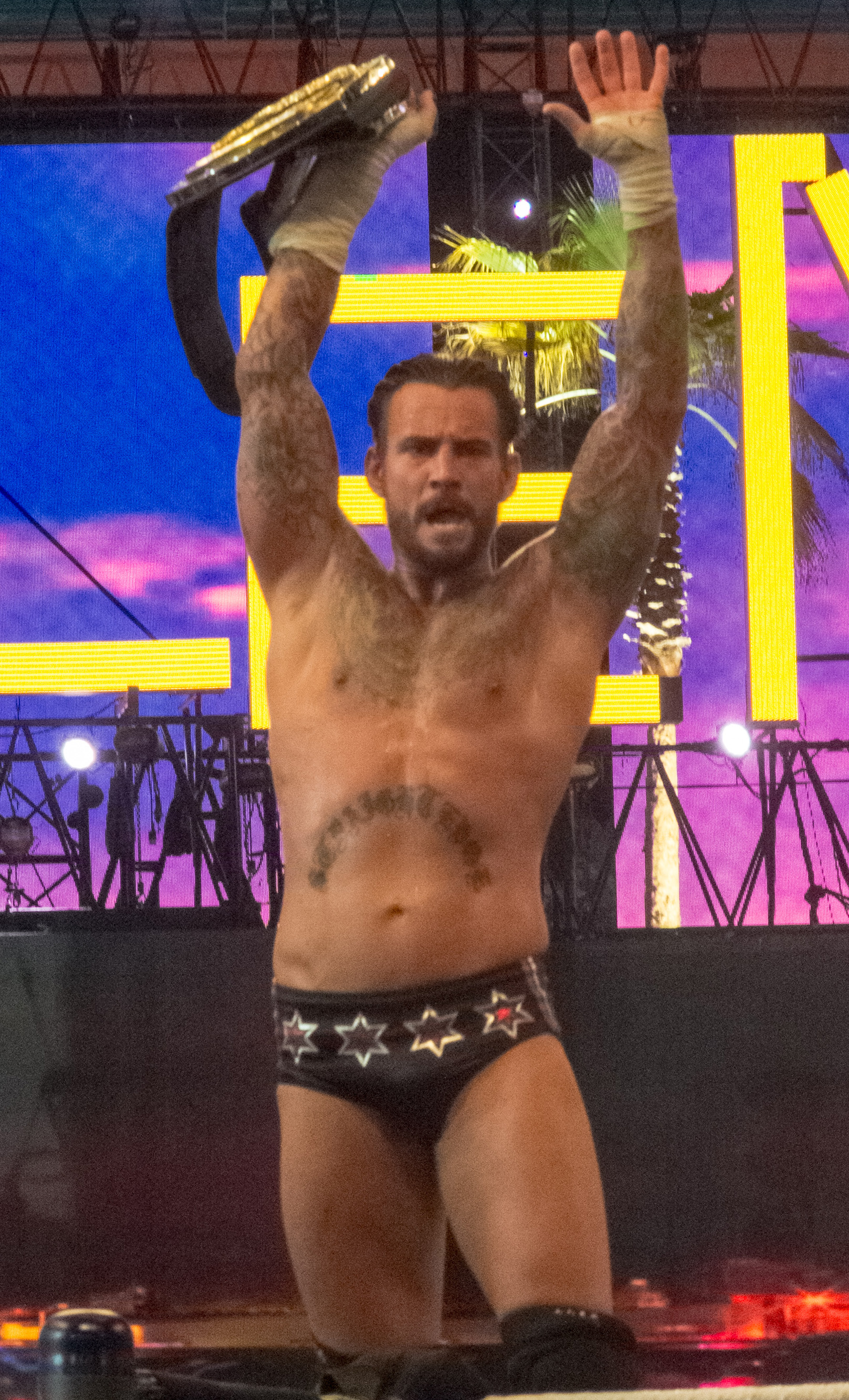
CM Punk als WWE Champion bij het evenement WrestleMania XXVIII in april 2012

Op het moment dat John Cena het officiële WWE Championship in zijn bezit had, werd hij door Alberto Del Rio verslagen in een Hell in a Cell match bij het gelijknamig evenement in oktober 2011. Cena was als titelverdediger de andere deelnemer. The Miz en R-Truth vielen echter hem, Cena en Del Rio aan en zetten ook na de wedstrijd de boel op stelten. Triple H werd net als The Miz en R-Truth (kayfabe) gearresteerd. Alberto Del Rio bleef vervolgens kampioen tot CM Punk hem versloeg bij het evenement Survivor Series op 20 november 2011. Dit was het begin van CM Punks regeerperiode die 434 dagen heeft geduurd. 
CM Punk versloeg aanvankelijk zijn tegenstanders op een eerlijke manier. Op pay-per-view betrof het chronologisch: Dolph Ziggler bij het evenement Royal Rumble, vijf tegenstanders in een Elimination Chamber match bij het gelijknamig evenement, Chris Jericho bij de evenementen WrestleMania XXVIII en Extreme Rules, Daniel Bryan bij het evenement Over the Limit, Daniel Bryan én Kane bij het evenement No Way Out, opnieuw Daniel Bryan bij het evenement Money in the Bank, John Cena en Big Show bij het evenement SummerSlam en tot slot Cena bij het evenement Night of Champions. Sindsdien slaagde hij er steeds in zijn titel te verlengen op een (kayfabe) achterbakse manier. Rond deze periode begon Paul Heyman te fungeren als zijn 'manager'. 
In oktober 2012 klopte hij Ryback in een Hell in a Cell match bij het gelijknamig evenement met dank aan de "corrupte" scheidsrechter Brad Maddox, die Ryback in het kruis sloeg. Paul Heyman had Maddox (kayfabe) betaald om Ryback te saboteren. Een maand later versloeg hij John Cena en Ryback bij het evenement Survivor Series, beter bekend als het debuut van de worstelgroep The Shield (Dean Ambrose, Roman Reigns & Seth Rollins). "The Shield" schakelde Ryback uit zodat CM Punk makkelijk Cena kon verslaan. Uiteindelijk ontstond (kayfabe) commotie nadat bekend werd gemaakt dat CM Punk de groep zou hebben ingehuurd om hem te helpen in zijn titelconfrontaties. "The Shield" verklaarde dat ze hem hielpen omdat ze het onrechtvaardig vonden dat CM Punk tegenover alsmaar sterkere tegenstanders werd geplaatst. Op een bepaald moment kwam er een leugendetector aan te pas, waarbij CM Punk door de mand viel. 
In januari 2013 keerde acteur Dwayne "The Rock" Johnson terug naar de federatie als professioneel worstelaar, de carrière waar het voor hem allemaal mee begon. CM Punk versloeg aanvankelijk The Rock bij het evenement Royal Rumble op 27 januari 2013, meer bepaald nadat in de arena het licht uitging en The Rock uitgeteld op de grond lag. Toen bleek dat "The Shield" hem opnieuw had geholpen door The Rock aan te vallen, werd de wedstrijd herstart door Vince McMahon. The Rock was (kayfabe) hersteld van de aanval en versloeg CM Punk, waardoor een einde kwam aan 434 dagen van suprematie. CM Punk werd zijn titel afgenomen als gevolg van fictieve onrechtmatigheden waaraan hij zich in de confrontatie met The Rock schuldig had gemaakt. CM Punk zou een maand later een herkansing krijgen, maar verloor opnieuw van The Rock bij het evenement Elimination Chamber. 

#### The Undertaker, Brock Lesnar & laatste jaar (2013-2014)
Vanaf maart 2013 poogde CM Punk de legendarische WrestleMania-winstreeks van The Undertaker te doorbreken, maar in plaats daarvan verloor hij van The Undertaker bij het evenement WrestleMania 29 op 7 april 2013. Voor hun ontmoeting stal hij de urne van de pas overleden Paul Bearer, jarenlang 'manager' van The Undertaker. Het was de laatste opeenvolgende overwinning van The Undertaker bij WrestleMania, aangezien hij een jaar later werd verslagen door Brock Lesnar bij het evenement WrestleMania XXX. The Undertaker strandde op 21-0. 
CM Punk versloeg toen Chris Jericho bij het evenement Payback en Ryback bij het evenement Battleground. In juni 2013 verloor hij een Money in the Bank ladder match. Randy Orton was de winnaar. Tot overmaat van ramp werd hij door 'manager' Paul Heyman in de steek gelaten, wat onder andere leidde tot een Handicap Hell in a Cell match bij het gelijknamig evenement in oktober 2013. Heyman begeleidde voortaan Ryback, maar CM Punk versloeg hen allebei. 
Als onderdeel van de verhaallijn met Paul Heyman werd hij verslagen door Brock Lesnar - al enkele jaren Heymans "cliënt" op het scherm -, bij het evenement SummerSlam in augustus 2013. Dit wordt aanzien als CM Punks laatste grote performance bij een vooraanstaand evenement. CM Punk werd verslagen door Curtis Axel en Paul Heyman bij het evenement Night of Champions in september 2013. Nog in oktober 2013 worstelde hij een aantal keer met Daniel Bryan tegen de worstelgroep The Shield (Dean Ambrose, Roman Reigns & Seth Rollins). Het laatste pay-per-viewevenement in de carrière van CM Punk voor zijn allerlaatste wedstrijd was het evenement Survivor Series op 24 november 2013. CM Punk versloeg samen met Daniel Bryan de worstelgroep The Wyatt Family (Erick Rowan & Luke Harper). 
CM Punk was voor het laatst te zien als professioneel worstelaar in de traditionele Royal Rumble bij het gelijknamig evenement op 26 januari 2014. CM Punk begon als eerste deelnemer met Seth Rollins, maar werd geëlimineerd door Kane - die op controversiële wijze terugkeerde naar de ring en CM Punk uit de ring gooide (Kane was reeds uitgeschakeld). Hoewel onderdeel van kayfabe (fictieve gebeurtenissen) zorgde dit voor veel verbolgenheid. Dave Batista - die al op niet veel bijval kon rekenen van sommige fans na zijn plotse terugkeer naar de federatie - won de wedstrijd, volgens kritische fans ten koste van fulltime worstelaars als CM Punk en Daniel Bryan. Destijds was niet geweten of CM Punk zou stoppen als professioneel worstelaar. 

#### Afscheid in mineur en pensioen
Eind januari 2014 verliet Brooks de World Wrestling Entertainment met slaande deuren. De federatie had Brooks beloofd dat hij - gezien de almaar stijgende populariteit van zijn alter ego "CM Punk" - de hoofdrol zou vertolken tijdens WrestleMania 29 in april 2013. In plaats van de wedstrijd tussen CM Punk en The Undertaker, ging de tweede ontmoeting tussen John Cena en The Rock met alle aandacht lopen. De federatie pleegde woordbreuk, wat bij een misnoegde Brooks navenant in het verkeerde keelgat schoot. 
Brooks' allerlaatste worstelwedstrijd als "CM Punk" was de Royal Rumble-editie van 2014. Als teken van trouw aan de fans van de WWE, zwoer Brooks geen overeenkomst meer te sluiten met een andere worstelpromotie dan de WWE. Later zou hij ook een burn-out inroepen als argument voor zijn beslissing. Hij beëindigde op amper 36-jarige leeftijd zijn carrière, maar in de podcast van zijn vriend Colt Cabana liet hij de deur tot een terugkeer op een kier.
CM Punk maakte op 20 april 2019 een verrassende terugkeer naar de wereld van sportentertainment, maar niet in de WWE. Hij maakte zijn opwachting in de bescheiden worstelorganisatie "Milwaukee Independent Wrestling" (MKE Wrestling).

### Terugkeer World Wrestling Entertainment (2023 - heden)
Op zaterdag 25 november 2023 maakte CM Punk onder luid gejuich van 17.138 toeschouwers zijn rentree bij WWE in het jaarlijks terugkerende evenement Survivor Series: Wargames in Rosemont, Illinois.  In een uitverkocht All-state Arena maakte hij zijn opwachting gedurende de WarGames Match tussen The Judgement Day enerzijds  en Cody Rhodes, Seth "Freakin" Rollins, Jey Uso, Randy Orton, en Sami Zayn anderzijds. CM Punk nam niet deel aan de wedstrijd zelf.   
In de dagen voorafgaand aan het pay-per-viewevenement Survivor Series: Wargames  werd er gespeculeerd over de terugkeer  van CM Punk bij de WWE. Voorafgaand aan het evenement tekende CM Punk op vrijdag 24 november 2023 een nieuw contract bij de organisatie waar hij tussen 2005 en 2014 eerder onder contract stond. CM Punk tekende naar verluidt een nieuw contract voor enkele seizoenen.

## Mixed martial arts (2016-)
CM Punk tekende in december 2014 een contract bij de MMA-organisatie UFC. Zonder noemenswaardige achtergrond in een daadwerkelijke full-contact vechtsport, bereidde hij zich vanaf dat moment voor op een daadwerkelijk gevecht tegen een getrainde tegenstander. Hij debuteerde op 10 september 2016 binnen MMA met een partij tegen Mickey Gall, op UFC 203. Die versloeg CM Punk na ruim twee minuten in de eerste ronde van hun gevecht middels een verwurging (rear-naked choke).

## In het worstelen
- Finishers
  - Anaconda vise
  - Go To Sleep

- Signature moves
  - Arm wrench
  - Charging high knee strike
  - Running bulldog
  - Double underhook backbreaker
  - Hurricanrana
  - Jumping hammerlock
  - Monkey flip
  - One-handed bulldog
  - Can opener
  - Running calf kick
  - Slingshot
  - Snap scoop powerslam pin
  - Spinning heel kick
  - Springboard
  - Enzuigiri
  - Arm tap elbow strikes
  - Elbow drop (Randy Savage style)
  - Tilt-a-whirl backbreaker
  - Vice Spinning Neckbreaker
  - Diving elbow drop

- Managers
  - Tracy Brooks
  - Alexis Laree
  - Lucy
  - James Mitchell
  - Dave Prazak

## Prestaties

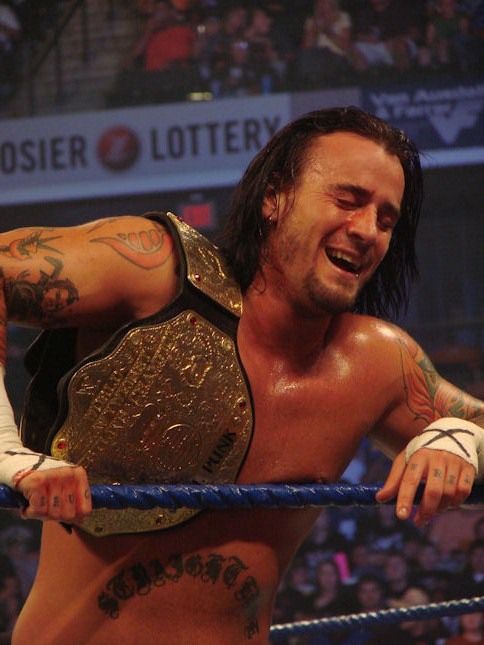
CM Punk als World Heavyweight Champion in augustus 2008

- Independent Wrestling Association Mid-South
  - IWA Mid-South Heavyweight Championship (5 keer)
  - IWA Mid-South Light Heavyweight Championship (2 keer)

- International Wrestling Cartel
  - IWC Heavyweight Championship (1 keer)

- Mid-American Wrestling
  - MAW Heavyweight Championship (1 keer)

- NWA Cyberspace
  - NWA Cyberspace Tag Team Championship (1 keer met Julio Dinero)

- NWA Revolution
  - NWA Revolution Heavyweight Championship (1 keer)

- Ohio Valley Wrestling
  - OVW Heavyweight Championship (1 keer)
  - OVW Southern Tag Team Championship (1 keer met Seth Skyfire)
  - OVW Television Championship (1 keer)

- Pro Wrestling Illustrated
  - PWI Feud of the Year (2011) vs. John Cena
  - PWI Match of the Year (2011) vs. John Cena
  - PWI Most Popular Wrestler of the Year (2011)
  - PWI Wrestler of the Year (2011 & 2012)
  - PWI Most Hated Wrestler of the Year (2012)

- Ring of Honor
  - ROH World Championship (1 keer)
  - ROH Tag Team Championship (2 keer met Colt Cabana)

- Steel Domain Wrestling
  - SDW Northern States Television Championship (2 keer)

- St. Paul Championship Wrestling
  - SPCW Northern States Light Heavyweight Championship (1 keer)

- World Wrestling Entertainment/WWE
  - ECW Championship (1 keer)
  - WWE World Heavyweight Championship (3 keer)
  - WWE Championship (2 keer)
  - WWE World Tag Team Championship (1 keer met Kofi Kingston)
  - WWE Intercontinental Championship (1 keer)
  - Money in the Bank ladder match (2 keer; 2008 & 2009)
  - Triple Crown Championship (19de)
  - Slammy Award
    - "The shocker of the Year" (2009)
    - "Despicable Me Award" (2010)
    - "The Superstar Of The Year" (2011)
    - "The "Pipe Bomb" of the Year" (2011)
    - "T-Shirt of the Year" (2011) "Best in the World"

## Top-10 hoogst gequoteerde wedstrijden
Hieronder volgt een lijst op basis van beoordelingen van wedstrijden van CM Punk door journalist Dave Meltzer van Wrestling Observer Newsletter, het hoogst aangeschreven tijdschrift over professioneel worstelen ter wereld:
| Evenement                                     | Datum            | Kampioenschap (optioneel) | Wedstrijd | Winnaar                                               | Beoordeling door WON |
| --------------------------------------------- | ---------------- | ------------------------- | --- | ----------------------------------------------------- | -------------------- |
| Ring of Honor (ROH) Joe vs. Punk II           | 16 oktober 2004  | ROH Championship          | Samoa Joe (c) vs. CM Punk in een 60-minute Iron Man match                                                                                            | No contest: gelijke stand na overschreden tijdslimiet | *****                |
| WWE Money in the Bank 2011                    | 17 juli 2011     | WWE Championship          | John Cena (c) vs. CM Punk | CM Punk (nc)                                          | *****                |
| AEW Revolution 2022                           | 6 maart 2022     | n.v.t.                    | CM Punk vs. Maxwell Jacob Friedman | CM Punk                                               | **** ¾               |
| Ring of Honor (ROH) Death Before Dishonor III | 18 juni 2005     | ROH Championship          | Austin Aries (c) vs. CM Punk | CM Punk (nc)                                          | **** ½               |
| WWE Over the Limit 2012                       | 20 mei 2012      | WWE Championship          | CM Punk (c) vs. Daniel Bryan | CM Punk (c)                                           | **** ½               |
| WWE Monday Night Raw (aflevering 1031)        | 25 februari 2013 | n.v.t.                    | CM Punk vs. John Cena | John Cena                                             | **** ½               |
| WrestleMania 29                               | 7 april 2013     | n.v.t.                    | CM Punk vs. The Undertaker | The Undertaker                                        | **** ½               |
| WWE Payback 2013                              | 16 juni 2013     | n.v.t.                    | CM Punk vs. Chris Jericho | CM Punk                                               | **** ½               |
| WWE Money in the Bank 2013                    | 14 juli 2013     | n.v.t.                    | CM Punk vs. Randy Orton vs. Christian vs. Daniel Bryan vs. Rob Van Dam vs. Sheamus in een Money in the Bank Ladder Match (WWE Championship-contract) | Randy Orton                                           | **** ½               |
| WWE SummerSlam 2013                           | 18 augustus 2013 | n.v.t.                    | CM Punk vs. Brock Lesnar | Brock Lesnar                                          | **** ½               |